# Альмогавари

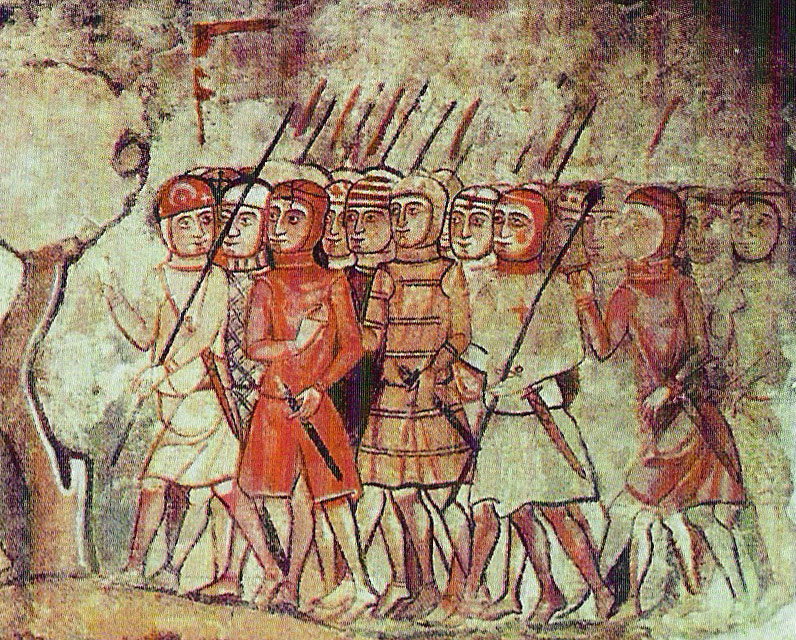
Військо арагонських альмогаварів під час завоювання Мальорки в 1229 році (млюнок XIII ст.)

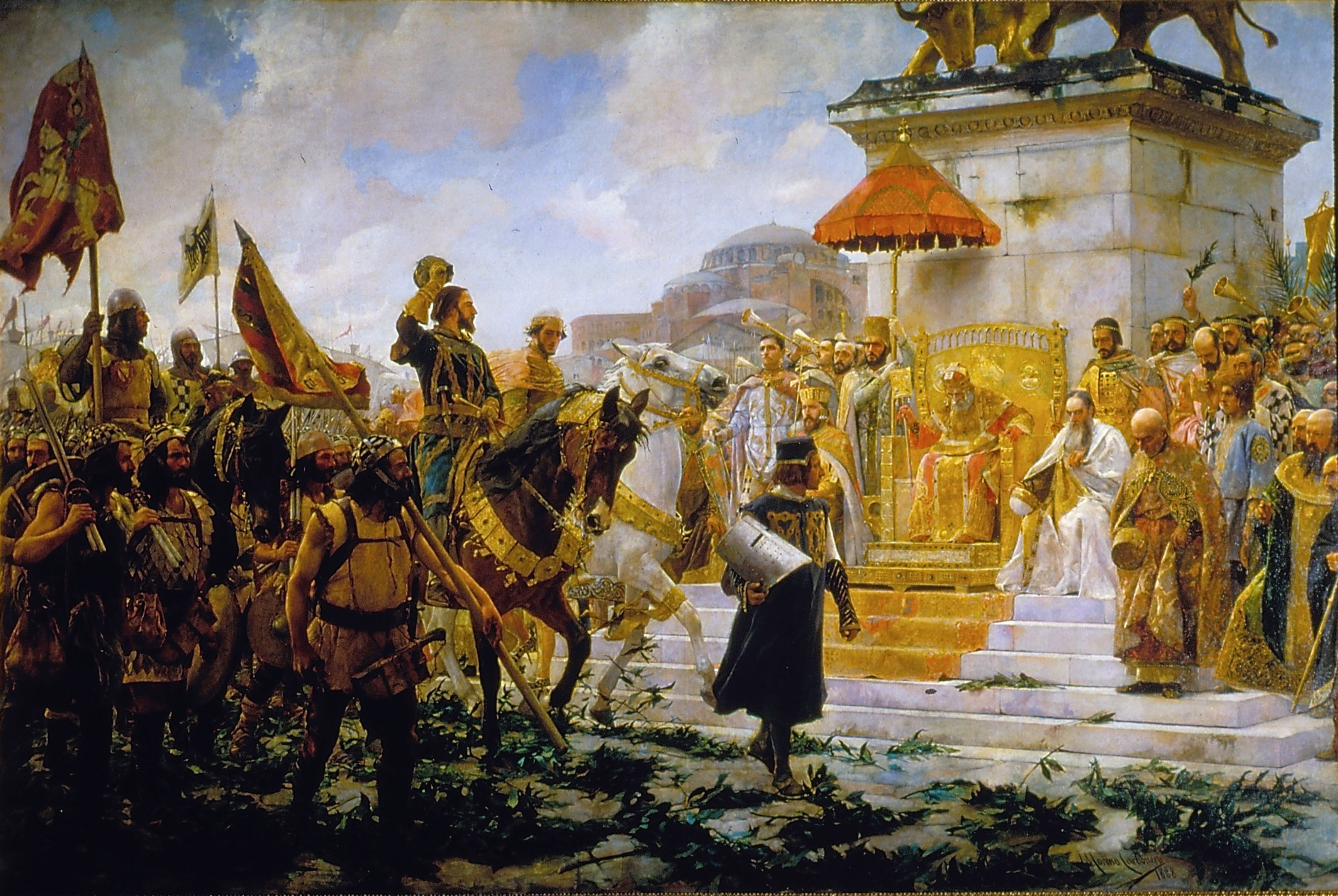
В'їзд Рожера де Флор на чолі альмогаварів до Константинополя. Хосе Морено Карбонеро (1888)

Альмогавари (ісп. almogávares, араг. almugávares, кат. almogàvers і порт. almogávares, запозичене з андалузької арабської) — тип легких піхотинців, що сформувався в прикордонних з мусульманськими еміратами землях Арагонської корони та сусідніх королівств Піренейського півострова в XIII—XIV століттях і брав активну участь в битвах Реконкісти.
Альмогавари були зазвичай мешканцями християнсько-мусульманського прикордоння, легкоозброєними, невимоглививими, швидкими та витривалими пішими воїнами. Спочатку ці загони формувались з місцевих пастухів та фермерів малолюдних прикордонних гірських лісистих районів. Переважно вони походили з Арагонського королівства та Каталонського князівства, але були відомі також і в інших прикордонних з мусульманами Піренейських державах — Валенсійському, Кастильському та Португальському королівствах. У Кастилії внутрішня організація альмогаварів була врегульована королем Альфонсо X в законодавчому збірнику Siete Partidas.
Пізніше їх широко використовували як найманців в Італії, державах хрестоносців в Європі та Леванті. Альмогавари досягли вершини своєї слави на початку XIV століття, коли завдяки перемогам найманців-альмодаварів у Тунісі, на Сицилії та в складі Каталонської компанії, вони стали відомі по всьому Середземномор'ю.

## Етимологія
Назва «альмогавар» безумовно походить з арабської мови, але існує кілька теорій щодо арабського першоджерела. Згідно однієї, термін походить від «аль-мугавір» (араб. المغوار; мн. араб. المغاوير, трансліт. al-mughāwir) — дослівно «нападники», згідно другої від арабських слів al-mukhābir («носій новин») або al-mujawir (паломники) і, нарешті, третя теорія припускає, що назва походить від прикметника gabar, що перекладається як «гордий» або «гордовитий». Назви військових звань в армії альмогаварів мають також арабське походження.

## Сарацинське походження терміна
Термін «альмогавари» вперше був використаний у X столітті на території піренейського Аль-Андалусу для позначення невеликих озброєних груп сарацинів, які займалися швидкими нападами та грабунками. Перша задокументована історична згадка з'явилася в хроніці «Ахбар мулук Аль-Андалус» або «Хроніка мавра Расі», історії правителів Аль-Андалуса, написаній між 887 і 955 роками Ахмадом ібн Мухаммедом ар-Разі, відомим серед арабів під ім'ям Аль-Таріхі (Літописець), а серед християн як Мавр Расі. У своїй хроніці історик Кордовського халіфату описує різні території Аль-Андалусу, а при описі долини Ебро згадує про існування деяких військ під назвою альмогавари, присутніх поблизу міста Саракуста (сучасна Сарагоса):
І місто Саракуста довгий час було осередком Альмоджаріфів і до нього стікалось багато воїнів. І вони билися за місто Саракуста, і билися з усіма алкалами (мавританськими вождями) і альмогаварами, вони переслідували їх.— 
Слово альмогавар також використовувалося протягом останніх століть Реконкісти на кордоні Гранадського емірату для позначення груп мавританських розбійників, які нападали з території емірату на прикордонні міста Мурсійського королівства (Кастилія) та Валенсії (Арагон).

## Християнська адаптація

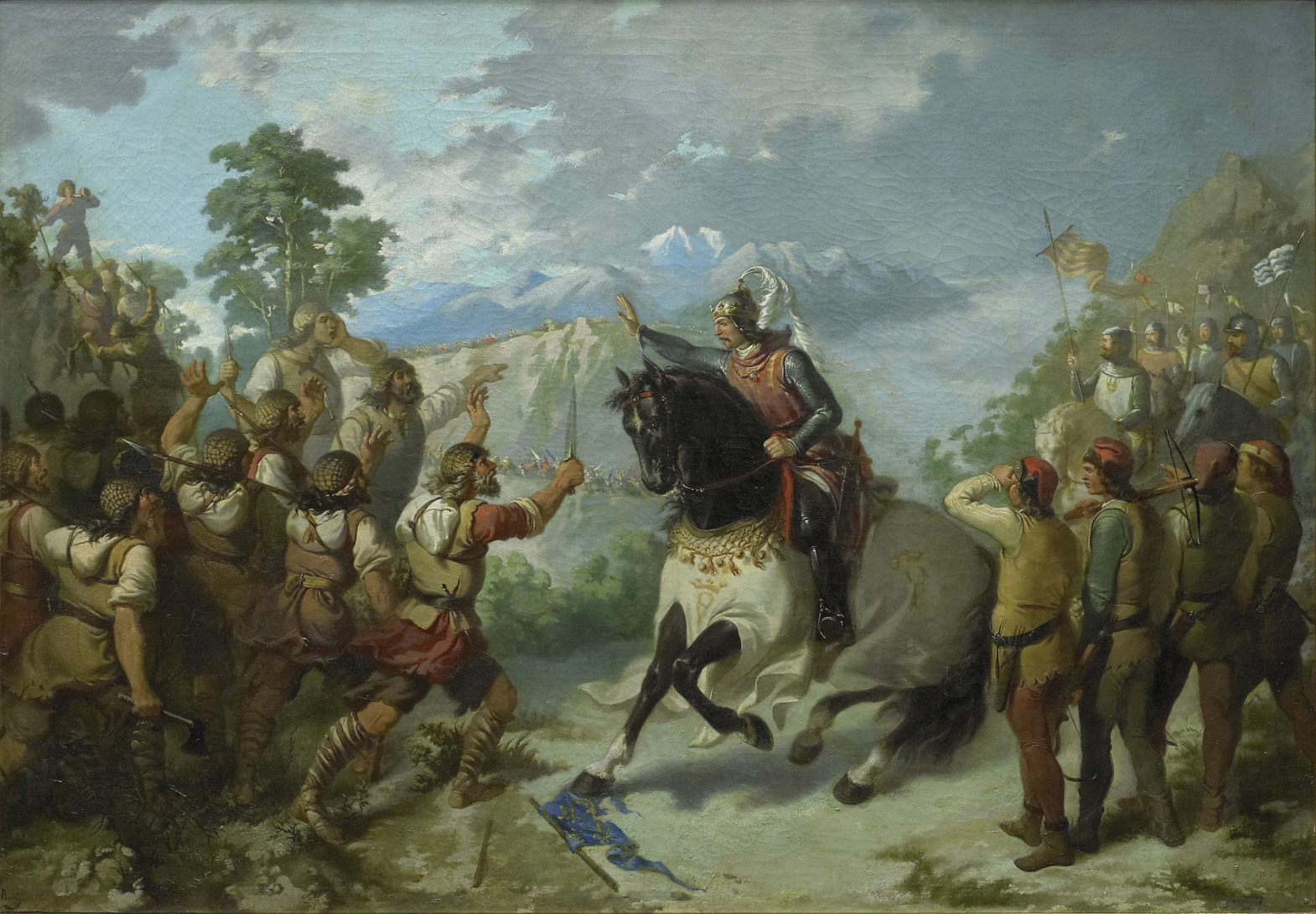
Педро Великий у битві на перевалі Панісар (Б. Рібо-і-Терріз, бл. 1866). Зліва — альмогавари вітають короля Арагону

Мешканці Арагонського королівства були першими християнами, які перейняли озброєння та тактику мусульманських альмогаварів і з часом назва «альмогавари» поширилась і на арагонських легких піших воїнів-християн, що діяли у прикордонні в схожій на альмогарварів-мусульман манері.
Незважаючи на те, що не збереглось тогочасних хронік, що описують події XI та XII століть, перша згадка про християнських альмогаварів є у свідченнях Херонімо Зуріти в його «Арагонських анналах», де альмогавари відносяться до часів, коли Альфонсо I Арагонський зміцнює фортецю Ель-Кастеллар приблизно в 1105—1110 рр. для подальшого завоювання Сарагоси:
'Взяття Тахусте. Гвардія Альмогаварів. Звідти він пішов вниз за течією і захопив розташоване на березі Ебро місто Тахусте, яке він здобув завдяки хоробрості та великій силі дона Бачалли. І незабаром після того люди почали обговорювати прийдешню війну та наполегливо до неї готуватись, і їх назвали  «альмогавари» з Ель-Кастелляр на прикордонні з маврами Сарагоси.— Херонімо Зуріто, Anales de Aragón, cap. XLI
«De las guerras que el emperador don Alonso [por Alfonso I el Batallador] hizo a los moros»
Альфонсо II Арагонський, вірний своїй дружбі з Кастильським королівством, вирушив на допомогу кастильському монарху під час облоги аль-мадінату Кунка в 1177 році на чолі загону піших солдатів, яких називали альмогавари.

## Соціальне походження
Через мусульманське завоювання Піренейського півострову, безперестанні війни Реконкісти і зустрічні військові кампанії еміратів Аль-Андалусу, християнські пастухи прикордонних регіонів змушені були об'єднатися в розбійні ватаги, які проникали у ворожі території у пошуках здобичі та засобів для існування. Під час цих набігів, які зазвичай тривали лише кілька днів, альмогавари спали під відкритим небом і харчувались за рахунок підніжного корму. Необхідні для таких рейдів навички альмогавари набували під час свого пастушого життя, оскільки більшість із них виросла серед найдикіших гір, де суворість клімату призвела до того, що земля не давала багато ресурсів і їм довелося навчитись повною мірою використовувати ті з небагатьох, що були в наявності.
Після того, як багато поколінь вели цей новий спосіб життя, до якого їх підштовхнули зовнішні обставини та загарбники, в цих пастуших громадах сформувався справжній войовничий дух і з часом вони вже не знали іншого способу життя, окрім військових нападів та грабіжництва. Крім того, було набагато легше прожити за рахунок декількох швидких грабіжницьких рейдів, ніж важко працювати цілий рік. До цього способу життя продовжували долучатись жителі нових прикордонних територій, коли християнські королівства просувалися на південь. Крім того, задокументовано факти участі мусульманських альмогаварів в нападах пліч-о-пліч з християнськими альмогаварами.

## Опис

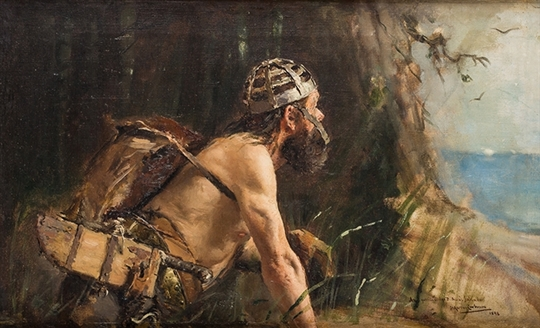
Альмогавар (1898, картина Хосе Морено Карбонеро)

Альмогавари формували ударні загони, які билися в пішому порядку з легкою зброєю, як правило, з парою довгих списів, одним коротким списом (кат. ascona muntera — «мисливський спис») і коротким мечем-фальшіоном. Вони мали густі бороди, одягалися бідно, і влітку і взимку носили лише короткі туніки, шкіряні короткі штани, товстий шкіряний пояс і шкіряні сандалі. Крім того, вони завжди носили з собою великий кремінь, яким ударяли по своїй зброї перед тим, як йти в бій, від чого вилітали величезні іскри, які разом зі бойовими вигуками альмогаварів наводили жах на ворогів. Наділені великою бойовою доблестю та люттю, арагонці вступали в бій під крик «Пробудись, залізо! Вбиймо, вбиймо», «За святого Георгія !» і «Арагон! Арагон!».
Це відомий опис альмогавара, написаний Бернатом Дескло у його хроніці під назвою Llibre del rei en Pere d'Aragó e dels seus antecessors passats (Книга короля Петра Арагонського та його минулих предків):
Ці люди, яких називають Альмогаварами, живуть лише заради професії зброї. Вони живуть не в містах і не в селах, а радше в горах і лісах, і щодня воюють проти сарацинів: і входять на землю сарацинів на день або два, грабуючи і беручи в полон сарацинів; і так вони живуть. І вони витримують суворі умови життя, яких інші не могли витримати. Вони могли б провести два дні без їжі, якщо це було б необхідно, без проблем поїдаючи польові трави. А адаліди (вожді), які їх ведуть, знають країну і дороги. І носять вони лише туніку чи сорочку, чи літо, чи зима, і носять на ногах шкіряні бриджі, а на ногах шкіряні сандалі. І вони носять добрий ніж, і добрий наплечник, і кременю за поясом. І кожен з них носить хороший спис і два списи, а також шкіряний наплічник, куди вони несуть свою їжу. І вони дуже сильні та дуже швидкі для втечі та для переслідування, і вони каталонці, арагонці та серранці.— Бернат Десклот, Libre del rei en Pere e dels seus antecessors passats, cap. LXXIX.
Однак слід мати на увазі, що ці описи не є повними і що опис альмогаварів, як одягу, так і зброї чи способу життя, більш-менш відрізняється залежно від місця та часу. Таким чином, попередній опис альмогаварів, який описує їх як людей, що живуть не в поселеннях, а у віддалених районах, таких як ліси та гори, а також опис їхньої зброї стосується лише альмогаварів зазначеного часу та, ймовірно, попередніх століть. Останні альмогавари, ті, хто з другої половини XV століття до XVI мав кордон Гранади як сферу свого впливу, були мешканцями тамтешніх міст, добре обізнаними з місцевістю, які здійснювали грабіжницькі рейди на території Гранади.
Головними прикметними ознаками альмогаварів були їх постійна відданість війні, не лише як професії, а як способу життя, ідеально адаптованому до умов прикордоння з сарацинами, винагорода, заснована на грабунку та продажу полонених, ощадливість, мобільність і витривалість, легке озброєння та ієрархічна організація.

## Військові звання
Король Альфонсо X у своєму законодавчому кодексі Сім Партид (Siete Partidas) сформулював вимоги, яким мали відповідати альмогавари в Кастилії, серед яких були фізична підготовка, витривалість та спритність. Також у цьому правовому кодексі міститься кодифікація їхніх рангів.

### Адалід (лідер)
Звання «адалід» походить від арабського слова «далід» (керівник, провідник) і було найвищим званням у війську альмогаварів. Щоб стати адалідом від кандидата вимагалась мудрість, сміливість, розум та вірність, вміння уникати небезпеки та добре знання території, щоб знайти місця для сховку з достатньою кількістю води, дров і випасу, та знання, як відслідковувати кроки ворога. Серед цих функцій були підготовка та організація експедицій та одноосібне повноваження приймати всі рішення щодо набігів, і він мав статус, подібний до статусу лицаря (нижче дворянство). Щоб призначити адаліда, дванадцять адалідів або, за їх відсутності, інші уповноважені посадові особи збиралися і присягали іменем короля, що кандидат має необхідні якості для виконання цього обов'язку. Після цієї присяги король або інша посадова особа вручав йому меч і панталер. Потім кандидат ставав на щит, а король або його представник витягнув меч з піхов і вклав його в його руку. Адаліди піднімали свого нового колегу обличчям на схід, а він своїм мечем робив у повітрі візерунок у вигляді хреста і казав:
- Я, такий-то, кидаю виклик усім ворогам віри в ім'я Бога, мого Господа і Короля та його землі
Потім він робив те саме, повернувшись обличчям до інших сторін світу. Після завершення цієї церемонії, адалід уклав меч у піхви і король казав йому:
- Віднині ти адалід.
Спочатку це була пожиттєва посада, але з кінця XIV століття вона стала спадковою, що ще більше наблизило адалідів до нижчого стану знаті. Адаліди очолювали свої переважно піші загони верхи на конях.

### Альмогавари-вершники
У Кастилії задокументовано наявність «альмогаварів-вершників», проміжного звання між адалідами та альмокаденами.

### Альмокаден
З арабської al-muqaddem, «капітан», «той, хто веде». Він був нижчим рангом і очільником невеликих автономних груп альмогаварів. Для цього від нього вимагалося мати військовий досвід та авторитет серед своїх побратимів, бути відданим своїй справі та бути легким, швидким, вміти легко ховатися, а також бути справедливим, як встановлено далі в розділі XII, акт V записів (Partidas):
Тепер вони називають Альмокаденами тих, кого раніше зазвичай називали вождями пеонів, і вони дуже корисні на війні; подекуди вони можуть увійти до солдатів і добитись від них того, чого не могли зробити кінні альмаговари. І тому, коли є будь-який пеон, який хоче бути Альмокаденом, він повинен зробити ось що: спочатку прийти до Адалідів і довести їм, чому він заслуговує стати Альмокаденом, потім вони повинні покликати дванадцять Альмокаденів і змусити їх присягнути говорити правду про нього. Альмокаден має мати чотири якості: бойовий досвід, щоб знати та керувати тими, хто з ним; по-друге, він намагався взятися за факти та прагнути до вашого: по-третє, бути легким, оскільки це те, що має бути значною мірою, щоб досягти того, що найближчим часом взяти, і для того, щоб знати також гарнізон, коли це була велика потреба, по-четверте, бути вірним другом свого керівника та кампаній, які він очолює. І це слід враховувати лідеру пеонів.
Альмокаден був альмогаваром із продемонстрованим досвідом, якого альмогавари своєї групи визнали лідером. Так само, як і два попередні класи, альмокадени також, здається, були вершниками, хоча збереглось лише дві згадки про альмокаденів-вершників і не відомо, чи завжди це було так.

### Альмогавар
Звичайні альмогавари були солдатами найнижчого рангу та становили основну частину армії. Їх також називали hombres de campo (земляки) або peones (піхотинці) у Кастилії. Як встановлено Законом VI, Розділом VII, кодексів (Партид), адалідом могла бути обрана лише особа, яка раніше мала звання альмогавара-вершника, альмогаваром-вершником міг бути обраний альмокаден і, нарешті, звання альмокадена могло бути надано звичайному альмогавару.

## Історичне військове значення
Альмогавари вважалися одними з найкращих піхотинців своєї епохи. В часи, коли кіннота була головною ударною силою армій і коли важкоозброєний лицар на коні століттями залишався неперевершеним ідеалом, альмогавари під час своїх рейдів завжди пересувались пішки без важких обладунків та нападали з засідок вдень та вночі, що надавало їм неперевершену мобільність та можливість використовували особливості рельєфу на свою користь. Каталонсько-майорканський філософ і богослов Раймунд Луллій надавав їм такого ж значення, як арбалетникам і лицарям у важких обладунках. Згідно з його думкою, єдиний спосіб ефективно боротися з ісламом і повернути Святу Землю — це почати війну від іспанського кордону, перемогти маврів Аль-Андалуса, захопити Північну Африку і поступово просуватися звідти до Леванту; враховуючи це та їхню військову ефективність, альмогавари були ключовою частиною його плану. У рік, коли він написав свою хроніку (1315), альмогавари були на вершині своєї слави і здобули популярність у всьому Середземномор'ї завдяки своїм подвигам у Тунісі, на Сицилії та в Каталонській компанії.
Здійснюючи набіги на прикордонних територіях, альмогавари зазвичай билися невеликими автономними групами від п'яти до п'ятнадцяти чоловік, оскільки в своїй тактиці вони переважно розраховували не на кількісну перевагу, а на несподіванку. У часи відкритої війни, коли на фактор несподіванки розраховувати було складніше, розмір їх загонів збільшувалися, і зустрічаються згадки про двадцять-тридцять бійців у групі. Крім того, деякі альмогавари брали участь у середземноморських операціях арагонського флоту та у морських корсарських операціях проти Гранади.
Слід підкреслити, що альмогавари не були армією в прямому розумінні. Це були розрізнені групи, які вели досить автономний спосіб життя і зазвичай не мали жодних інших джерел для власного існування, крім того, що вони могли захопити під час своїх набігів. Основною діяльністю цих груп було здійснення невеликих рейдів на ворожу територію з метою захоплення худоби та полонених, а потім їх продажу. Під час війни королі та місцева знать заохочували цю діяльність, яка приносила королю п'яту частину здобутої здобичі. Але в мирний час вони були джерелом головного болю та різних неприємностей для будь-якого місцевого лідера.
Альмаговари народилися під час насильства на кордоні між ісламським і християнським світом і насправді часто були причиною прикордонної напруги. Кордон із сарацинами, не надто привабливий для людей, які бажали спокійного життя, був притулком для авантюристів, людей, які любили жити з ризиком, жили мечем і грабували ворожу територію. Під час воєн вони вступали в армію, здебільшого без зарплати, але в обмін на харчування та право на награбоване.

### Тактика
Під час війни завдання альмогаварів полягало в тому, щоб здійснювати розвідку на ворожих територіях, охороняти передню лінію та фланги, постійно турбувати ворога, зненацька атакувати їхні гарнізони та перехоплювати їхні конвої. Вони вважали за краще битися у вільному строю, але якщо їх змушували обставини, вони могли формувати компактну масу, щоб відбиватися від регулярних кавалерійських атак, як це сталося з маврами в Алколлі.
Альмогавари діяли як легка піхота і могли діяти у взаємодії з важкою кіннотою, але на відміну від інших середньовічних піхотних військ не потребували в бою її підтримки. У групах найманців, окрім альмогаварів, були загони «лицарів, піхотинців, лучників, скадарів і людей, які охороняли зброю галер», кожна з яких мала конкретну місію, яку можна було координувати на полі бою. Вони завжди зберігали свою автономію і були постійним ополченням, оскільки їхній modus vivendi полягав у вчиненні набігів на ворожу прикордонну територію. З цієї причини вони завжди мали легку зброю, щоб швидко пересуватися під час набігів. Вони можуть легко тривати 2 або 3 дні, перш ніж дістатися до сіл із пристойною здобиччю. З цієї причини їхні тривалі марші довели їх витривалість, швидкість і ощадливість.
У тогочасній Європі домінуючою ударною силою війська була важка кавалерія, тому тактика альмогаварів виявилася новаторством. Альмогавари не любили їздити верхи і вони завжди билися пішки. Діючи як легка піхота, вони метали в кінних лицарів списи, пробиваючи з відстані їхні обладунки та щити, але головним чином завдаючи ушкодження коням. Вони також проникали у стрій ворога, щоб короткими мечами та важкими ножами розрізати коням жили та суглоби на ногах або колоти їх списами. У рукопашній сутичці вони, не вагаючись, використовували свої важкі ножі чи булави, щоб випотрошити коней, а коли коні в агонії падали, вони кидались на вершників зі своїми ножами та вбивали їх.

## Альмогавари Арагону
Альмогавари Корони Арагону (переважно з Арагонського та Валенсійського королівств та Каталонського князівства) є найвідомішими завдяки своїм діям за кордоном, як під час арагонської середземноморській експансії, так і в складі Каталонська компанії, організації альмогаварів, що здобула великого розголосу в Східному Середземномор'ї.
Вони утворили численне військо, оскільки Педро III Арагонський (1276—1285) очолив 15 000 з них у своїй експедиції до Тунісу та Сицилії, і вони також воювали в Каталонському князівстві під час хрестового походу проти корони Арагону під керівництвом Руджеро де Лаурія, брав участь у битві біля перевалу Паніса (Coll de Panissars).

### Завоювання
Каталонські, арагонські, а пізніше валенсійські альмогавари відіграли важливу роль у наступі Корони Арагону проти Ісламських держав, беручи участь у незліченних набігах, у битві при Лас-Навас-де-Толосі (1212), у хрестовому поході проти Майорки (1229—1232) і в завоюванні Валенсії (1233—1245). У 1232 році армії Альмоговара взяли стратегічні анклави Арес і Морелла, відкривши двері для завоювання Валенсії. Після кількох невдалих спроб у 1240 році коаліції калатравійських лицарів і важливого контингенту альмогаварів вдалося захопити укріплене місце Віллена, місто, розташоване на території, зарезервованій за Кастилією відповідно до Договору в Казолі, що призвело до розв'язування низки напружень, які закінчилися з підписанням нового Альмізрського договору. Коли в 1264 році в Мурсії відбулося мавританське повстання, і Хайме I вирушив до цього королівства на допомогу своєму зятю, він розповідає у своїй Хроніці («Llibre dels Fets»), що, перебуваючи в Оріуелі, вивчав, як щоб взяти столицю, щоб припинити повстання, «два Альмогавари з Лорки прийшли опівночі й постукали у двері», щоб попередити його, що з Лорки вони помітили великий контингент маврів, які прямували до Мурсії.

### Війна на Сицилії та хрестовий похід проти Арагонської корони
30 березня 1282 року Петро III Арагонський після Сицилійської вечірні розпочав війну проти Карла Анжуйського за володіння Сицилійським королівством. Альмогавари становили найефективнішу складову його армії. Їхня дисциплінованість, лютість і сила робили їх грізними супротивниками важкої кавалерії анжуйських армій. Вони билися проти кінноти, атакуючи коней ворогів замість самих лицарів. Як тільки лицар опинявся на землі, він став легкою жертвою альмогаварів.
Між 1284 і 1285 роками папа Мартин IV оголосив хрестовий похід проти короля Арагону Педро III. Цей хрестовий похід був оголошений на підставі втручання короля Педро у сицилійські справи проти волі папи. Більша частина конфлікту відбулася в Каталонії, хоча перший епізод стався на кордоні Наварри та Арагону. Альмогавари перебували на службі у короля під командуванням короля Педро або Руджеро де Лаурії.
Руджеро де Лаурія мав набагато більше контролю над своїми капітанами, ніж вороги. Його екіпажі складалися зі спеціалізованих військ замість більш загальних типів, які використовували його вороги. В морському бою він спочатку використовував своїх лучників, тоді як веслярі-альмогавари залишалися під прикриттям. Ці альмогавари були набагато спритнішими за лицарів у важких обладунках із мечами, як часто використовували його вороги, особливо на рухомій палубі галери в морі. Руджеро використовував хитрість, щоб замаскувати розмір своєї сили. Крім того, він іноді приховував деякі зі своїх галер, щоб атакувати тил ворога після початку бою.
Руджеро також був сумно відомий безжальними пограбуваннями та спустошливістю своїх дій, які часто керувалися лише жадібністю та особистою вигодою. З іншого боку, одна лише його репутація, можливо, змусила деяких ворогів занепасти духом під час бою.

### Каталонська компанія

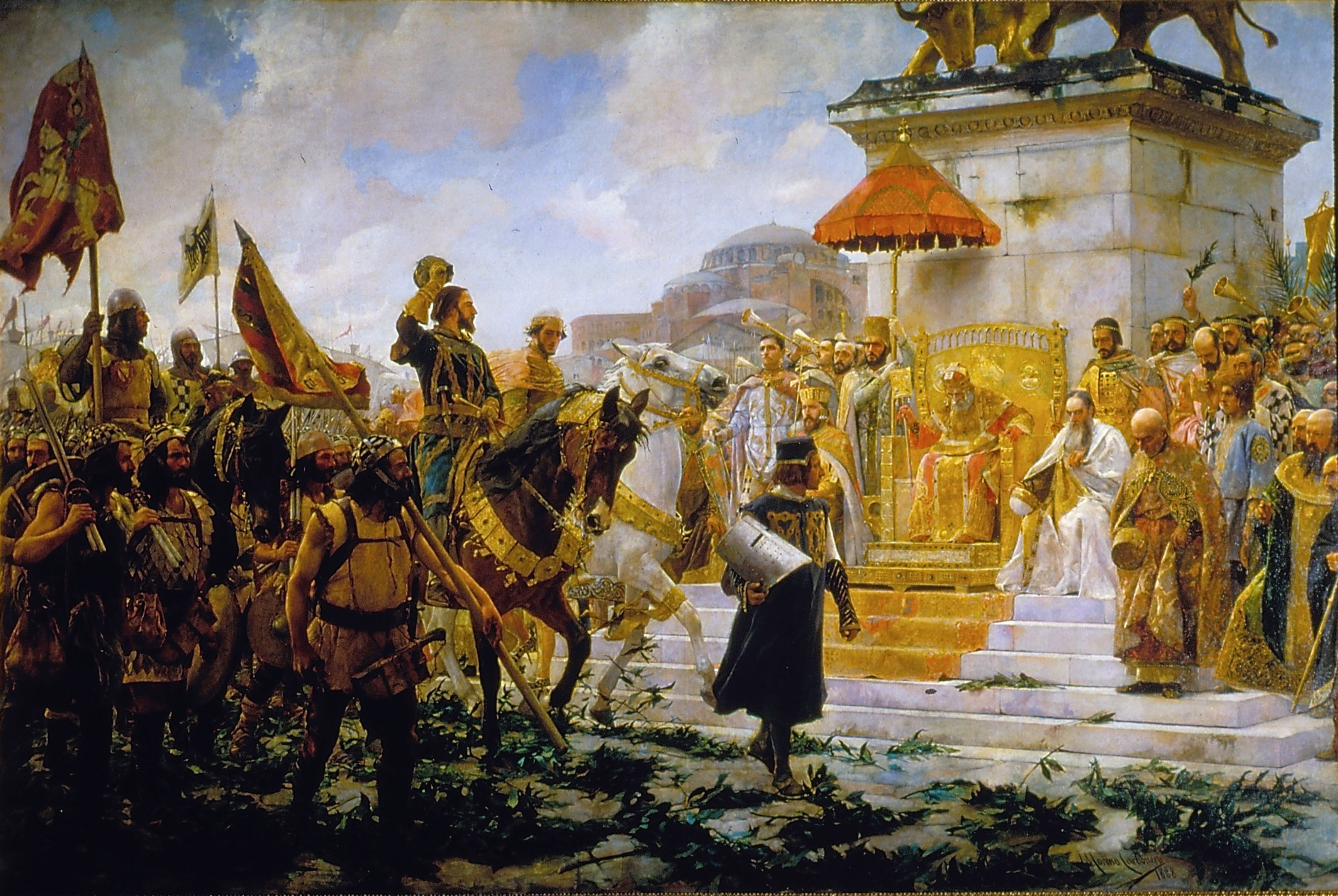
В'їзд Рожера де Флора на чолі альмогаварів до Константинополя. Хосе Морено Карбонеро (1888)

У 1302 році Кальтабеллоттський мир завершив війну в Південній Італії. 4000 альмогаварів під керівництвом колишнього тамплієра Рожера де Флора сформували Каталонську компанію для служби візантійському імператору Андроніку II Палеологу. Імператор планував залучити Компанію для боротьби з анатолійськими тюркськими бейликами і захисту Візантійської імперії. Обидва королі Арагону та Сицилії погодилися з цією стратегією як життєздатною альтернативою тому, щоб армія альмогаварів простоювала без роботи в їхніх королівствах.
Кампанія альмогаварів в Малій Азії з метою вигнання турків відбулася в 1303 і 1304 роках і почалася серією великих військових перемог, які відкинули їх від Філадельфії до Кізіку і, таким чином, завдали великих руйнувань анатолійському ландшафту. Коли альмогавари наполягали на отриманні погодженої плати, візантійський імператор відмовився. У 1305 році Роже де Флор і його лейтенанти були вбиті за наказом імператора під час зустрічі для обговорення умов компенсації. Можливо, це вбивство було спровоковано генуезькими купцями, які змовлялися зберегти власний вплив і владу.
Ця зрада призвела до того, що вцілілі альмогавари чинили опір протягом двох років облозі Галліполі та зосередилися на регіоні Фракії, розпочавши каталонську помсту, війну на винищення та систематичне грабунок проти цивільного населення Візантійської імперії між 1305 і 1307 роками. як помсту та відплату за вбивство Роджера де Флора та спробу знищення Компанії, коли вона була дислокована в Галліполі.

### Афінське герцогство
Після періоду внутрішнього конфлікту Велика Компанія перебралась до Греції, де її найняв герцог Афінський, але у підсумку не заплатив каталонцям узгодженої суми. Відтак альмогавари рушили проти Афінського герцогства, яке очолювали представники французького дому Брієнн. У березні 1310 року герцог Готьє V Брієннський та його лицарі були розгромлені в битві при Кефісі, або Орхомені в Беотії. Відтак альмаговари розділили дружин і майно французів за жеребом і закликали принца з Арагонського дому правити ними.
Кульмінаційним досягненням альмогаварів було встановлення арагонського панування над Афінським герцогством. Хоча герцогство зрештою впало, навіть сьогодні король Іспанії все ще має титул «герцога Афін і Неопатрії».

### Пізній період
Арагонські альмогавари також відзначилися у війні проти Кастилії (1296—1304), де вони брали участь у значній кількості, але в XIV столітті їх чисельність різко скоротилася через кінець великих експансіоністських воєн та через те, що велика кількість їх пішла взяти участь в експедиції Педро Великого на Сицилію, з якої багато хто так і не повернувся, а натомість продовжив боротьбу в Італії, записавшись до гвельфської армії або до Каталонської компанії.
Вакуум, що залишився, ніколи не заповнювався, але ти не менш, альмогавари добре проявили себе у хрестовому поході проти Альмерії (1309), у кампаніях Гранади (1330—1334), проти короля Майорки (1343—1344), в експедиціях на Сардинію (1353, 1354 і 1367), і знову проти Кастилії (1356—1369), але в останній вони вже не становили основну частину піхоти, а скоріше були спеціальними підрозділами для розвідки та несподіваних нападів. У 1384—1385 роках деякі невеликі групи від 30 до 100 альмогаварів брали участь у війні проти графа Ампуріаса. Незабаром після цього вони захищали Князівство Каталонія від спроби вторгнення графа Арманьяк у 1390 році та наступної спроби графа Фуа з 1396 по 1397 рік У XV столітті в італійських війнах Альфонсо Пишного все ще були групи альмогаварів.

## Присутність у Короні Кастилії
Присутність альмогаварів у Кастилії, незважаючи на те, що вона менш відома, добре задокументована. Вони відіграли важливу роль у завоюванні Андалусії та на військовому прикордонні з Гранадським еміратом. Окрім вищезгаданої ролі в загонах Альфонсо X, вони також згадуються в баладі 374 цього автора. Там розповідається, як група альмогаварів нічого не досягла у своїх бійках, доки вони не вирішили влаштувати всенічну в каплиці алькасара, після чого вони вийшли верхи на конях, здобули перемогу та захопили значну здобич, принісши в дар богородиці Діві Марії пурпуровий одяг і золото.

### Хаенське королівство
Мусульманська Хаенська тайфа протягом багатьох років була місцем набігів альмогаварів арагонського, наваррського та баскського походження, особливо в таких місцях, як Пегалахар, Камбіль, Уельма та Аренас. На північ від замку цієї місцевості існує зона, відома як Кампо де Альмогаварес (Земля Альмогаварів).

### Підкорення Кордови
Про початок завоювання міста Кордова альмогаварами розповідає Арготе де Моліна:
У 1235 році багатії та ідальго (низьке дворянство) Адаліди та Альмогавари (які перебували на кордоні цього королівства) зібралися в Андухарі та увійшли в землі Кордови, де вони захопили деяких маврів, які розповіли їм, що місто Кордова було дуже занедбане, де ніхто не контролював і не довіряв християнам.
Перед цією дуже сприятливою новиною вони збираються, Мартін Руїс де Арготе, Домінго Муньос, Дієго Муньос, Дієго Мартінес ель-Адалід, Педро Руїс де Тафур, Альваро Колодро та Беніто Банос, і погоджуються напасти на передмістя Кордови, попередивши дона Альвара. Перес Кастро.

Вони прибули до Кордови в ніч на 23 грудня 1235 року, з великою сміливістю та майстерністю непомітно піднялися на ваги, піднявшись під виглядом маврів, захопили Пуерта-дель-Колодро. Першим на стіну піднявся Альваро Колодро, а потім його товариші. Такий був досягнутий успіх: інші вежі, які доходили до дверей Мартоса, залишалися завойованими в Аджаркії до 29 червня 1236 року, коли Кордова здалася Фердинанду III.

### Кордон Гранади
Альмогавари були присутні на кордоні з мусульманською Гранадою, де їхні ряди складалися з мешканців прикордонних поселень та авантюристів, які шукали здобич у королівстві Гранада. В інших випадках причиною, що спонукала їх стати альмогаварами, була помста. Жорстокі набіги маринидів і зенетів, що прибували з Північної Африки, які особливо торкнулися західної частини кордону, спричинили знищення цілих міст і поневолення їх мешканців, що призвело до того, що вцілілі без надії та зі зламаними життями приєднувалися до загонів альмогаварів під командуванням альмокадена, перетворюючи своє нове життя на безперервне почуття помсти. Так було з багатьма поселеннями у Вехері, Алькалі-де-лос-Газулес, Медіні-Сідонії та Лебріхи, в яких під час нападу в 1293 році північноафриканці викрали понад 200 полонених, щоб продати їх як рабів, були зараховані до лав альмогаварів.
Окрім мародерства, вони займалися й іншою діяльністю. Коли ставало відомо про напади на християнські території мусульманськиї розбійників з Гранади, альмогавари влаштовували біля доріг або джерел води засідки для несподіваних нападів на загарбників. Вдячні прикордонні муніципалітети, такі як Мурсія чи Оріуела, винагороджували цю діяльність.
Коли загони альмогаварів розгорталися вздовж усього кордону, будь-якому потенційному ворогу було дуже важко пройти, якщо це не був великий контингент військ або хтось, хто дуже добре знав місцевість і проходив через поля вночі. У квітні 1309 року, коли війна між Кастилією та Гранадою вже почалася і до того, як Корона Арагону також оголосила війну Гранаді, дороги королівства Мурсія були настільки заповнені альмогаварами, що Педро Лопес де Аяла, який правив королівством, не радив послам еміра Гранади, що поверталися з двору Хайие II проїжджати цією територією, заявивши, що вони неодмінно будуть схоплені, навіть якщо їх буде супроводжувати провідник.
Альмогавари також раніше працювали в розвідувальних службах і нагляді, які залежали від муніципалітетів або королівських офіцерів, і були життєво важливими для захисту кордону з сарацинами. Спостереження за кордоном базувалося на двох стаціонарних мережах оглядових пунктів у горах з гарною видимістю, в адміністрації Оріуела та іншій у Валенсії, що «за Хукаром» на колишньому кордоні королівства Валенсія, тобто в районі поблизу до лінії Бусот — Біар. Завданням розвідників Альмогавара було спостерігати за можливими проникненнями ворогів і попереджати про це димовими сигналами вдень і вогнем вночі. Ці сигнали передавалися від одного розвідника до іншого, щоб через деякий час була попереджена вся країна. Інші пункти спостереження були розташовані на головних дорогах, де місія мала стояти на варті численних пограбувань пішоходів. Вони також охороняли гірські перевали та річкові броди, особливо брід Каньявераль-дель-Сегура поблизу Сьєзи, де партизани або армії переходили річку.
Іноді муніципалітети вимагали послуг альмогаварів, щоб вистежити гранадських грабіжників, яких вони добре знали, як виявляти, оскільки вміли бути тихими, коли потрапляли на християнську землю; вони замінювали залізні підкови підковами з еспарто, які залишали сліди ніг і часто унікальні шматки цього одягу.
Вільна діяльність Альмогаварів породила численні дипломатичні конфлікти з Гранадою, оскільки вони не дотримувалися підписаного миру. Валенсійські альмогавари також були джерелом тертя з Короною Кастилії через часті гранадські репресії після набігів валенсійських альмогаварів, здійснених проти прикордонного населення Мурсії, оскільки альмогавари з Валенсії чи Мурсії завдавали шкоди сусідній території.

### Гранадська війна
Адаліди відіграли важливу роль у цьому конфлікті, як і ті, хто краще знав територію та як боротися з гранадцями, оскільки вони були знайомі з ними. Вони командували військами ідальго (дворяни) з Ов'єдо. Вони також описані Дієго Уртадо де Мендоса у «Війні за Гранаду»:
«Вони називають Адалідом іспанською мовою провідників і глав сільських людей, які прийшли, щоб захопити землю ворогів, і ці люди, яких називали Альмогаварами, раніше були призначені на посаду Адалідів; їх вибрали їхні Альмогавари... за стежкою, яку вони знали сліди будь-якої дикої тварини чи людини так швидко і не зупиняючись, щоб здогадуватися; розгадуючи знаки...».

### Північна Африка
Першими альмогаварами, які діяли тут, були представники Арагонської Корони, особливо ті, що під час правління Педро III Великого під проводом Руджеро де Лаурії здійснили кілька набігів на узбережжя Тунісу. Рамон Мунтанер розповів про деякі з цих битв, наприклад, про окупацію острова Джерба.
Як тільки вони завоювали Гранаду, ветерани альмогавари вирушили підкорювати африканські прибережні місця, притулок піратів і корсарів.

### Інші конфлікти
Хуан I, прибувши до битви при Алжубарроті проти Португалії, вимагав швидкого приходу «тих альмогаварів». Також військо Мурсійських альмогаварів втрутилося в раннє правління католицьких монархів проти аристократичної опозиції на чолі з маркізом Вілленою в його захисті прав доньки Генріха IV.

## Альмогавари в Португалії
Існує велика кількість згадок про існування альмогаварів у Португальському королівстві, які відігравали важливу роль в африканських кампаніях, у які вони брали участь у XV та XVI століттях, де альмогавари та альмокадени охороняли кордони португальських володінь у Північній Африці. Їхні військові звання, точно такі ж, як і їхні кастильські та арагонські колеги, зібрані в Ордонансах Альфонсіна, а Хроніка короля Мануеля стверджує: «Вони послали Альмогаварів бігти (…) атакувати маврів».

## Занепад
Кінець великих експансійних війн на Піренейському півострові, протистояв лише Королівству Гранада, означав поступове зменшення кількості Альмогаварів. Незважаючи на те, що гранадський кордон відкривав хороші можливості для отримання прибутку, проникнення через нього було не таким прибутковим, як раніше, оскільки більшість захоплених маврів залишалися рабами, а їхня ціна не виправдовувала ризик перетину кордону, щоб їх зловити. До того ж у мирний час за цією діяльністю пильно стежили королівські чиновники, тому продати тих полонених у рабство було дуже важко.
Це мало кілька наслідків. З одного боку, фігура Альмогаварів була трансформована в Ballestero de monte (гірські арбалетники) і мисливці за головами, які виконували головним чином оборонні функції проти частих нападів з Гранади. З іншого — це означало стягнення деяких альмогаварів до бандитизму.
Коли ця діяльність була незаконною в мирний час, деякі альмогавари з Оріуели незабаром виявили, що набагато безпечніше здійснювати набіги на їхній власній території, де також були маври; ісламські громади під час завоювання прийняли християнське володіння. Членів цих громад альмогавари брали в полон, ховали в печерах і вимагали викуп або продавали далеко в полон. Часто ці альмогавари діяли не на своїй території, а на сусідній, щоб краще забезпечити свою безкарність і ще більше ускладнити погоню. Щоб зробити це, вони знайшли моральне виправдання, засноване на підозрах проти маврів Мурського королівства, звинувачених у допомозі співвітчизникам Гранаді в набігах на християнську територію. На загальному рівні, крім того, відмінність між ворожими маврами та маврами, які такими не були, була не дуже чіткою. Альмогавари, які практикували цей злочин викрадення або «collera», що складається з захоплення вільної людини для продажу в рабство, називалися коллератами. Альмогавари так часто займалися цією діяльністю, що слово Альмогавар зрештою стало синонімом Коллерат.
Деякі групи Альмогавара також вчиняли зловживання проти християнського населення сусідніх королівств, як у травні 1296 року, коли п'ятирічний християнський хлопчик разом із кількома сарацинами був схоплений Альмогаваром у Мурсії та проданий як мавританський полон. Також у травні Яків II наказав повернути деяких в'язнів, пограбованих і проданих Альмогаварами, які належали трьом каталонським лицарям. У червні король наказав звільнити деяких сарацинів і повернути їм корів, кобил і всю іншу худобу, яка їм належала, яку вкрав Альмогавар. Ці злочинні дії призвели до того, що Альмогаварс потрапив у ганьбу.

## Культурна та мовна спадщина

### Негативне сприйняття альмогаварів
На територіях Візантійської імперії альмогавари також були відомі як «каталонці». Пам'ять про Каталонську компанію, що складалась з альмоггварів, залишила відбиток у фольклорі та популярних легендах різних регіонів, куди вони побували, включно з Балканами та Грецією. Руйнування, спричинене військами Альмогавару, у деяких місцях створило негативний відтінок.
У грецьких регіонах Аттики та Беотії популярне прислів'я включало: нехай помста каталонців впаде на вас, тоді як у регіоні Парнасу було поширене таке прислів'я: «Я втечу від турків, щоб потрапити в руки каталонців».
У Болгарії вирази «каталонець» або «арагонець» і «син Каталона» означають «зла людина, бездушний, мучитель». Іван Вазов у поемі «Пірати», вперше опублікованій у 1915 році, зараховує каталонців до турків як найбільших гнобителів болгарської нації, тоді як в Албанії слово «каталонець» означає «потворна і зла людина». Подібним чином «Каталон» або «Каталлані» позначається в албанському фольклорі як чудовисько з одним оком, багато в чому нагадуючи циклопа Поліфема. Цей циклоп представлений диким ковалем, який харчується людським м'ясом. У нього також немає колін, тому він не може зігнутися, а ноги довгі, як щогли у корабля. Він стикається з юним героєм на ім'я Дедалія. Цю традицію в різних версіях зазвичай називають Дедалом і Каталланом.

### Спадщина альмогаварів в сучасній культурі
Крім того, що пам'ять про альмогаварів представлена на численних сучасних святах та парадах, вони також надихнули на створення деяких художніх творів:
- В іспанському фільмі «Raza» 1942 року, заснованому на напівавтобіографічному сценарії тодішнього глави держави Франсіско Франко, офіцер ВМС описує своїм дітям альмогаварів як зразкових солдатів.
- У Assassin's Creed Revelations, відеогрі виробництва Ubisoft, є юніт під назвою «Візантійський альмогавар», заснований на альмогаварах.
- В Іспанії VI бригада десантників називається «Альмогаварес»[39]. Перший іспанський десантний підрозділ був заснований 17 жовтня 1953 року і названий на честь командира альмогаварів Рожера де Флора.
- Альмогавари є однією з найпопулярніших частин свят Moros y Cristianos з моменту заснування компанії Almogávares з Вільени в 1955 році.
- Lurte, арагонська фолк-метал група, у своїй музиці згадує альмогаварів.
- У Medieval II: Total War альмогавари з'являються як юніти, які можуть бути завербовані Португалією та Іспанією.

## Подальше читання
- Morris, Paul N., ' «We Have Met Devils!» The Almogavars of James I and Peter III of Catalonia-Aragon', Anistoriton v. 4 (2000)
- Moreno Echavarría, José María, '«Los almogávares»', Círculo de Lectores.
- This article is partly based on the 1911 Encyclopædia Britannica entry.